# PaRappa the Rapper 2
PaRappa the Rapper 2 (en japonés: パ ラ ッ パ ラ ッ パ ー 2, Parappa Rappā Tsū) es un videojuego musical publicado por Sony Computer Entertainment y desarrollado por NanaOn-Sha para PlayStation 2, lanzado el 30 de agosto de 2001 en Japón y el 12 de octubre de 2001 en Europa. El juego es el tercer título de la serie PaRappa the Rapper después de Um Jammer Lammy. El 14 de diciembre de 2015, el juego estuvo disponible para PlayStation 4 a través de PlayStation Network.

## Sistema de juego
El jugador debe hacer coincidir las pulsaciones de sus botones con los símbolos que se muestran en la pantalla. El juego sigue al de sus predecesores, en el que el jugador debe presionar botones para hacer que Parappa rapee en respuesta a la letra de un maestro. Los jugadores ganan puntos y progresan rapeando al ritmo de la música y manteniendo una calificación de Bueno hasta el final de cada nivel. Al improvisar rap con éxito, el jugador puede obtener una calificación de Cool, durante la cual Parappa tendrá la oportunidad de hacer rap estilo libre por sí mismo. Sin embargo, si el jugador se desempeña mal, bajará una calificación a Malo y Horrible, y el jugador perderá si cae por debajo de Horrible o termina la canción con una calificación de Malo u Horrible. PaRappa 2 presenta algunos ajustes en el juego, ya que algunas de las letras del profesor pueden cambiar según el rendimiento del jugador. Por ejemplo, la letra puede volverse más simple si el jugador tiene dificultades, o volverse más difícil si se desempeña bien. Después de completar dos etapas seguidas, los jugadores pueden participar en un minijuego en el que deben alcanzar los objetivos de los estudiantes de Tamanegi de Chop Chop Master Onion, ganando puntos de bonificación que se suman a la puntuación del nivel anterior. Terminar cada nivel con una calificación Cool desbloquea pistas de música que se pueden escuchar después de completar el juego. Cada vez que el jugador termina el juego, el color del sombrero de Parappa cambia de azul a rosa y a amarillo, y cada sombrero mezcla las líneas en cada nivel. Además de la campaña para un jugador, el juego presenta una Vs. para dos jugadores. Modo, en el que a los jugadores se les da una línea para rapear, que deben mejorar haciendo un estilo libre mejor que su oponente.

## Diferencias regionales
Similar a Um Jammer Lammy, el lanzamiento norteamericano de PaRappa the Rapper 2 presenta cierta censura en comparación con las versiones japonesa y PAL del juego, reemplazando las letras que se refieren al alcohol y la religión para garantizar una calificación E de la ESRB. En Japón, McDonald's lanzó un disco de demostración junto con su Happy Meal, que contiene una demostración del primer nivel que se ha cambiado para parecerse a un restaurante McDonald's, junto con una demostración de Ape Escape 2001.

## Modos de juego
El videojuego contiene 3 modos de jugador en total que se puede jugar cuando el jugador quiere, los cuales son los siguientes:
- SinglePlay: si el jugador elige este modo, se activada el modo"Un jugador", donde puede contener las historias del avance de la aventura, antes de jugar aparece un radio masculino que ayuda al jugador con el jugador a saber la letra con los botones.
- VS Player 2: si el jugador elige este modo y tiene 2 DualShock 2, con una persona o amistad puede jugar el modo multijugador, el primer jugador será PaRappa mientras que el segundo jugador será el personaje de la parte de abajo de la línea de botones. Si un jugador consigue 3 caras felices en la parte de cada personaje será el ganador, para conseguir una cara feliz se necesita tener más puntos que el otro jugador. Si algunos de los jugadores hace mal los botones o no hace bien el ritmo pierden los puntos a algunas cantidades distintas, mientras que suben los puntos cuando un ritmo similar e bueno o cuando toca los mismos botones al mismo tiempo de la línea.
- VS Computer: es similar al modo multijugador, pero el enemigo es un CPU, es decir que es automático y toca los botones en la línea de botones al tiempo de donde están.

## Trama
Parappa, que ha ganado un suministro de 100 años de productos de fideos instantáneos, se ha cansado de comer nada más que fideos en cada comida todos los días. Cuando Parappa se queja de que su enamorada, Sunny Funny, le sirvió fideos, se sorprende cuando ella lo llama bebé, lo que hace que cuestione su propia madurez. Cuando Parappa y su amigo P.J. Berri van a comer a Beard Burger, descubren que un fenómeno misterioso está convirtiendo toda la comida de la ciudad en fideos. Mientras los respectivos padres de Parappa y Sunny, Papa Parappa y el General Potter, tratan de desarrollar un invento que pueda detener la conversión, sin darse cuenta se encogen a sí mismos y a todos los demás en el proceso. Después de eso, Parappa y P.J., sin saberlo, ven un programa para adultos sin saber que el padre de Parappa y Potter se quedan pequeños con la invención de Papa Parappa. Parappa presiona un control remoto para un programa de televisión diferente, pero accidentalmente encoge tanto a P.J. como a él mismo junto con otras personas. pero pronto son ayudados por la hormiga gurú y vuelven a su tamaño normal. Después de someterse al entrenamiento del ejército con el Instructor Moosesha, Parappa ayuda a rescatar a un Pulpo Peluquero de ser poseído para darle afros a la gente, descubriendo que "Food Court", un cartucho de videojuego, es la causa. El padre de Parappa advierte que si el jugador pierde el juego, el cartucho los maldecirá para que solo puedan comer fideos. A pesar de esto, Parappa insiste en que sea él quien gane el juego.
Al ganar el juego, el padre de Parappa aplica ingeniería inversa al cartucho para crear un dispositivo que puede revertir la fideos. Parappa y los demás usan dulces y los dispositivos de des-fideos para combatir contra el sindicato de fideos, que están detrás de la fideos en la ciudad. Pronto se enfrentan al cerebro, el coronel Noodle, quien se revela como el hijo de Beard Burger Master quien, similar a la situación de Parappa, se había cansado de comer hamburguesas toda su vida, decidiendo que los fideos deberían gobernar el mundo. Sin embargo, Parappa logra convencerlo de que tenga una mente más abierta sobre los diferentes tipos de alimentos, y todos celebran con una fiesta, donde Sunny le asegura a Parappa que es más maduro de lo que cree que es. Las cosas vuelven a la normalidad, solo para que la situación de Parappa se repita cuando gana un suministro de queso de por vida.